# Noorperi
Noorperi är en ö i Finland. Den ligger i Bottenhavet och i kommunerna Sastmola och Björneborg i landskapet Satakunta, i den sydvästra delen av landet. Ön ligger omkring 32 kilometer nordväst om Björneborg och omkring 260 kilometer nordväst om Helsingfors.
Öns area är 0,4 hektar och dess största längd är 100 meter i sydväst-nordöstlig riktning.